# Dan Jørgensen
Dan Jørgensen (Odense, 12 giugno 1975) è un politico danese, Commissario europeo per l'energia e le politiche abitative dal 1º dicembre 2024 nella Commissione von der Leyen II.
In precedenza ha ricoperto il ruolo di Ministro per la Cooperazione allo Sviluppo e la Politica Climatica Globale nel governo Frederiksen II ed è membro dei Socialdemocratici
Jørgensen ha precedentemente ricoperto la carica di Ministro del clima, dell'energia e dei servizi pubblici (2019-2022) e quella di Ministro dell'alimentazione, dell'agricoltura e della pesca (2013-2015). Dal 2004 al 2013 è stato parlamentare europeo per i Socialdemocratici.